# Cilenos

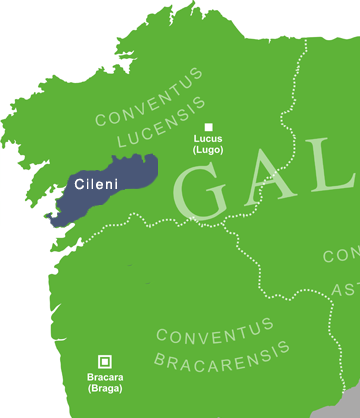
Localização dos cilenos

Os Cilenos foram um povo castrejo pré-romano que ocupava o território que média entre os rios Ulla e Lérez. Ptolemeu, Hidácio e Plínio, o Velho consideraram que o núcleo ou capital deste território era Águas Celenas, lugar que hoje corresponde com a vila de Caldas de Reis.
Seguindo a explicação de Enrique Flórez:

Os Cilenos eram os últimos povos do convento de Lugo, em cujo fim começava o de Braga, como refere Plínio, pois contando entre os Lucenses aos Cilenos em ultimo lugar, baixando desde em cima e passando às ilhas, acrescenta que o Convento de Braga começava desde os Cilenos...
Ptolomeu, referindo os Cilenos, somente expressa Águas Celenas, colocando esta população perto e sob Iria, o que é próprio e deve reduzir-se atualmente a Caldas, a quem favorece além do texto de Ptolomeu o de Antonino, que na ultima viagem de Braga a Astorga caminhando por Iria põe antes dela as Águas Celenas com distância de três léguas ou doze milhas, que é a atual de Caldas a Padrón.
Este povo ainda existia no século V, em que foi nomeado por Idácio, como explica Flórez:

Perseverava aquele povo com o seu nome no século V, em que foi nomeado por Idácio, e no VI em que a Divisão de Bispados feita pelos Suevos põe em Iria a Igreja de Celenos que segundo a má escrita daquelas vozes parece ser Celenes.